# إيفان خومخا
إيفان خومخا (الروسية: Иван Викторович Хомуха) (14 يوليو 1994 بإيباتوفو في روسيا - ) هو لاعب كرة قدم روسي في مركز الدفاع. لعب مع سبارتاك موسكو ونادي سبارتاك موسكو 2 لكرة القدم.

## روابط خارجية
- إيفان خومخا على موقع قاعدة بيانات كرة القدم.إي يو (الإنجليزية)
- إيفان خومخا على موقع Soccerway.com (الإنجليزية)